# Phryganidia californica
Phryganidia californica (tên tiếng Anh: Sâu bướm cây sồi California) là một loài bướm đêm thuộc họ Notodontidae. Nó được tìm thấy dọc theo the coasts của California và Oregon.
Sải cánh dài khoảng 30 mm. Con trưởng thành bay từ tháng 3 đến tháng 11. Có hai lứa trưởng thành một năm ở miền bắc California. Sometimes there là một third generation ở miền nam California.
Ấu trùng ăn the lá cây sồi, đặc biệt là Quercus agrifolia